# If I Ruled the World
If I Ruled the World ("Se eu dominasse o mundo") é uma canção popular (pop) composta por Leslie Bricusse and Cyril Ornadel, em 1963, para o musical Pickwick, estreado num teatro de West End. Este musical era uma adaptação do livro "The Pickwick Papers" de Charles Dickens. No contexto do musical da peça, a música era cantada por Samuel Pickwick, quando é confundido com um candidato às eleições e apelou para a multidão dar o seu manifesto.
A canção é geralmente associada a Sir Harry Secombe, que esteve nas paradas britânicas de 1963, mas foi executada por outros cantores como Tony Bennett, James Brown, Stevie Wonder, The Supremes, Tom Jones e Regina Belle. Bennett originalmente gravou a canção em 1965, e foi destaque nas paradas de "singles pop" dos EUA. Bennett, com Celine Dion, voltou para os destaques musicais com o Grammy de 2006, "Duets álbum".
Em 22 de julho de 2011, o grupo norte-americano Big Time Rush lançou sua versão para download digital no iTunes e na Amazon. A canção possui participação vocal de Iyaz e tem duração de 2:59 segundos.[carece de fontes?] "If I Ruled the World" será lançada como o primeiro single do segundo álbum do grupo, Elevate.[carece de fontes?] A canção também é o número musical do episódio "Big Time Single", da série Big Time Rush.

## Faixas
A canção foi lançada para download digital no iTunes e no site de compras Amazon, e contém apenas uma faixa com a duração de dois minutos e cinquenta e nove segundos.
| Download digital |                                     |                                                     |         |  |
| N.º              | Título                              | Compositor(es)                                      | Duração |  |
| 1.               | "If I Ruled the World" (feat. Iyaz) | Evan "Kidd" Bogart, Emanuel Kiriakou, Lindy Robbins | 2:59    |  |
| Duração total:   | Duração total:                      | Duração total:                                      | 2:59    |  |

## Opinião da crítica
O Commonsensemedia, que indica a partir de quantos anos a criança deve ouvir uma música, disse que o single pode ser ouvido por pessoas com mais de 7 anos, dizendo que "é limpa e apropriada para qualquer idade, com bônus adicionais de conter uma mensagem sobre desfrutar a vida e vivê-la."